# 최계운
최계운(崔桂雲, 1954년 7월 9일 ~ )은 대한민국의 토목공학 교수 겸 기업가 및 공학박사이다.
경기도 화성에서 출생하였으며 지난날 한때 경상북도 경주에서 잠시 유아기를 보낸 적이 있고 그 후 경기도 수원에서 잠시 유년기를 보낸 적이 있는 그는 인하대학교 겸임교수와 인천대학교 교수를 거쳐 한국수자원공사 사장을 역임하였다.

## 주요 이력
- 인천지역환경기술개발센터 부소장
- 인하대학교 겸임교수
- 인천지역환경기술개발센터 소장
- 인천광역시 하천살리기추진단 단장
- 한국방재협회 부회장
- 중앙하천관리위원회 일반상임위원
- 세계도시물포럼 사무총장
- 국제도시물정보과학연구원 원장
- 한국수자원학회 부회장
- 인천대학교 교수
- 인천대학교 대학발전본부장
- 인천 경제정의실천시민연합 공동총재
- 인천사회적기업협의회 상임대표
- 인천대학교 도시과학대학 학장
- 국토해양부 스마트워터그리드연구단 단장
- 한국수자원공사 사장
- 아시아물위원회 대한민국 대표협회장
- 아시아물위원회 위원장
- 한국스마트워터그리드학회 회장
- (사)녹색환경지원센터연합회 회장
- 인천환경공단 이사장

## 학력
- 서울 경기공업고등전문학교 전문학사
- 인하대학교 토목공학과 학사
- 서울대학교 대학원 수리공학과 공학석사
- 미국 콜로라도 주립 대학교 대학원 수리공학과 공학박사

## 저서
- 《물과 창조 경제》(2014년, 피어나)
- 《또 하나의 복지, 물》(2016년, 문학의문학)